# Energia nucleare in Francia
Nel 2023 l'energia nucleare in Francia ha generato 320400 GWh di energia elettrica, pari al 64,8% della produzione totale francese. Nel 2024 la produzione è salita a 364390 GWh di energia elettrica, pari al 67,3% della produzione totale francese .
A gennaio 2025, sono attive in questa nazione 18 centrali elettronucleari che dispongono complessivamente di 57 reattori operativi, 56 di tipo PWR e 1 di tipo PWR-EPR, e 7 dismessi.
Vi sono anche altre 4 centrali elettronucleari chiuse, 3 con un reattore ciascuna (EL-4 a Monts d'Arrée e le due centrali autofertilizzanti veloci Phénix e Super-Phénix rispettivamente a Chusclan e Codolet e a Creys-Mépieu) e 1 con due reattori (Marcoule sull'omonimo sito a Linguadoca-Rossiglione).

## Storia
La Francia è oggi l'unico paese al mondo ad avere una percentuale di produzione nucleare così elevata, in quanto in genere nel resto del mondo i paesi dotati di centrali nucleari generano mediamente attorno al 20-30% dell'energia elettrica della nazione. Questo fatto, congiunto ad un basso costo dell'elettricità, portano la Francia ad essere il primo esportatore netto di elettricità al mondo.
Nella metà del 2010, l'Agenzia internazionale dell'energia ha esortato la Francia ad assumere un ruolo strategico come fornitore di energia a basso costo e a basse emissioni di carbonio per il carico di base di potenza per l'intera Europa, piuttosto che concentrarsi sulla indipendenza energetica, che aveva guidato la politica energetica dal 1973.
I reattori nucleari francesi costituiscono il 90% della capacità produttiva dell'EDF, sono quindi utilizzati per il carico di base e spesso sono chiusi durante i week end, questo comporta un fattore di carico molto basso per gli standard mondiali, a meno del 76% contro l'80% mondiale ed il 90% statunitense, mentre il fattore di disponibilità è in linea con la media mondiale (quasi 79% contro 81% mondiale) ed in aumento.

### Prima fase: utilizzo dei reattori a gas

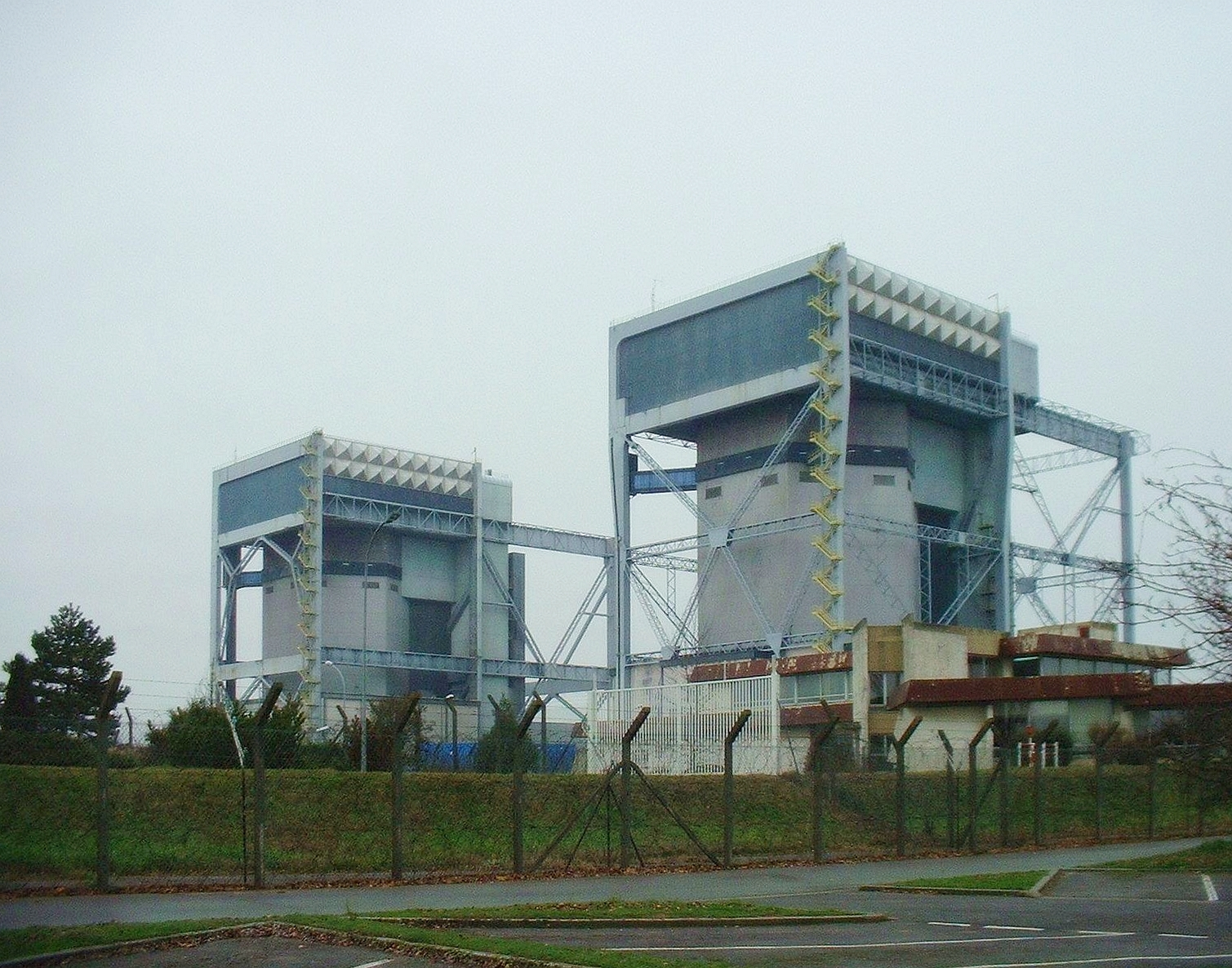
La sezione A della Centrale nucleare di Saint-Laurent con i due reattori UNGG

La prima fase di sviluppo del nucleare francese è stata incentrata sullo sviluppo dei reattori a gas di tipo UNGG sviluppati dalla CEA, una derivazione dei Magnox britannici. Parallelamente a questo fu comprato anche un reattore PWR americano della Westinghouse da circa 300 MW, nell'odierno impianto di Chooz A.
L'EDF scelse successivamente come suo modello base i reattori PWR al posto del GCR, grazie alla nuova capacità di arricchimento nazionale.

### Seconda fase: l'era dei reattori PWR francesi

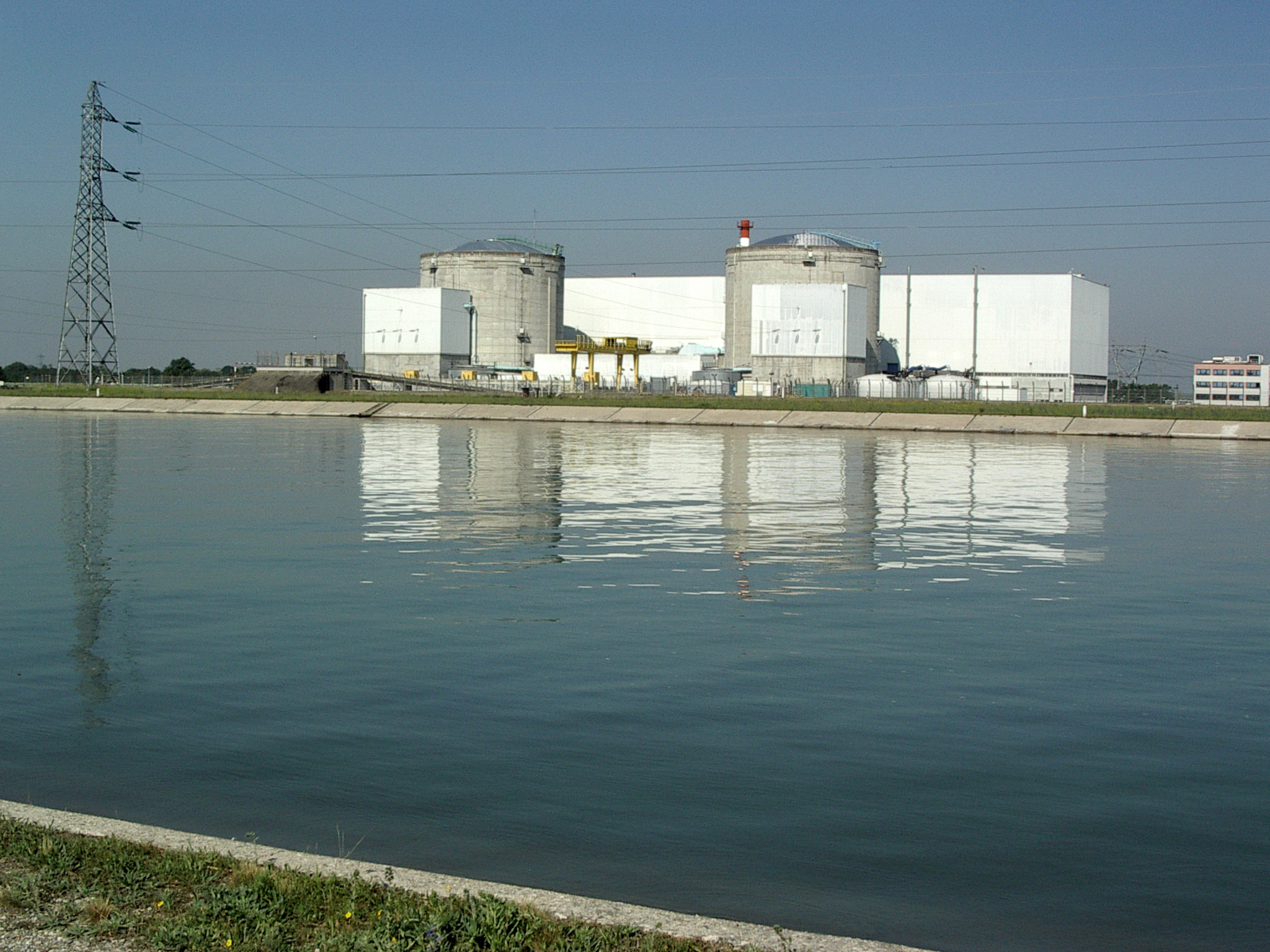
La Centrale nucleare di Fessenheim, il primo impianto della seconda fase nucleare francese

A seguito della crisi energetica del 1973 la Francia decise di puntare intensamente sulla generazione nucleare. Questa decisione fu presa dal contesto economico ed ingegneristico per i seguenti motivi: la presenza  di una elevata conoscenza della materia nucleare e dell'ingegneria pesante francese, le poche risorse energetiche indigene, la volontà di ridurre al minimo le importazioni, un costo del combustibile nucleare esiguo rispetto al costo totale elettrico, la volontà di raggiungere un elevato standard di sicurezza energetica. Con una politica molto spinta verso il nucleare, la Francia riuscì quindi a raggiungere un notevole grado di indipendenza energetica, uno dei più bassi costi dell'elettricità in Europa ed un basso impatto ambientale per il comparto della produzione di energia elettrica, essendo il 90% del fabbisogno fornito da nucleare ed idroelettrico.

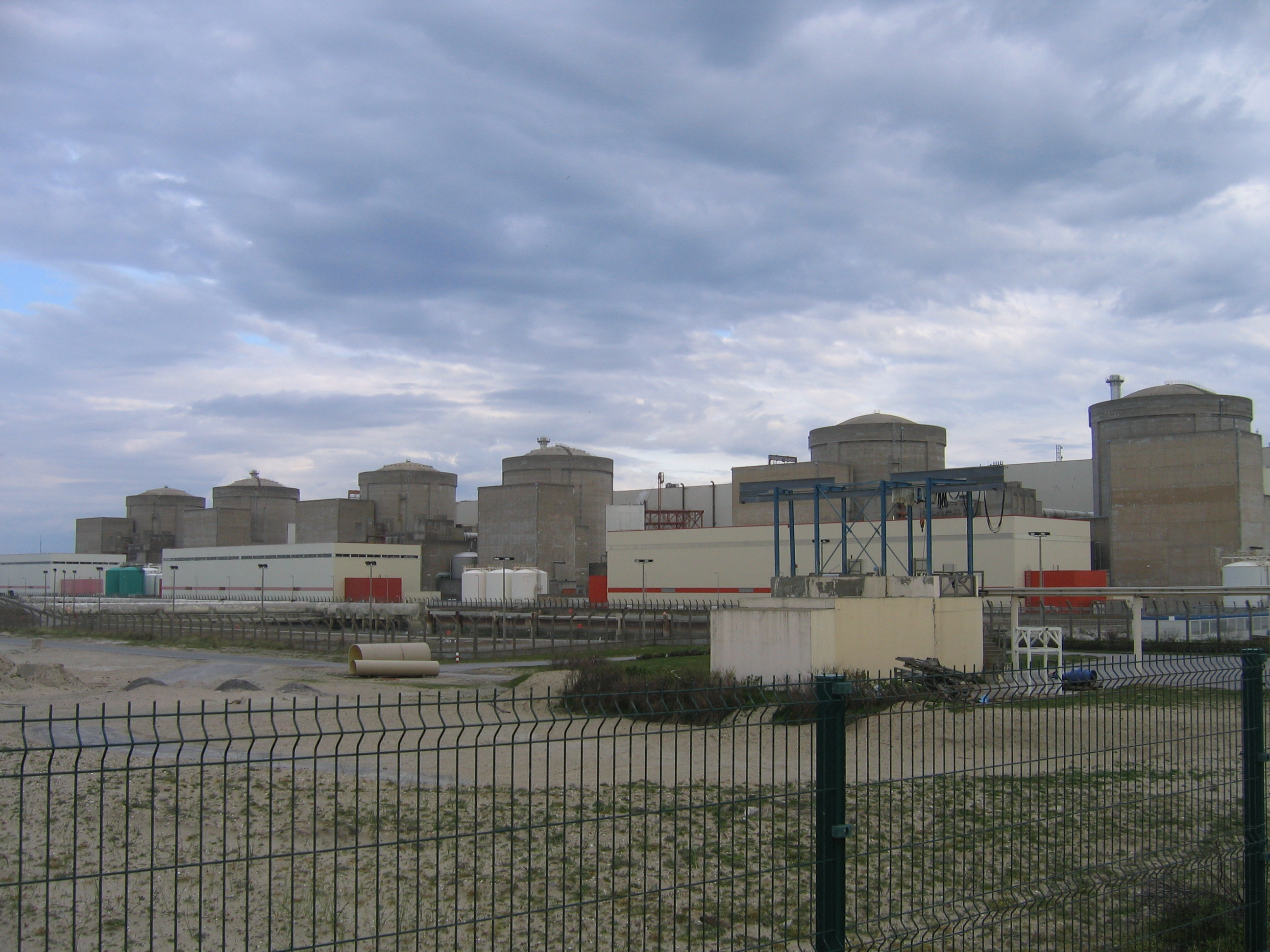
La Centrale nucleare di Gravelines il più potente impianto francese ed uno dei più potenti al mondo

Fra la fine degli anni 1970 e l'inizio degli anni 1980 sono stati costruiti 32 reattori Classe 900, fra la fine degli anni 1980 e l'inizio degli anni 1990 sono stati costruiti 20 reattori Classe 1300, mentre gli ultimi 4 reattori di tipo N4 sono della fine degli anni 1990. Mentre i primi due tipi erano di derivazione statunitense, l'ultima è una evoluzione totalmente francese del modello PWR.

### I reattori FBR

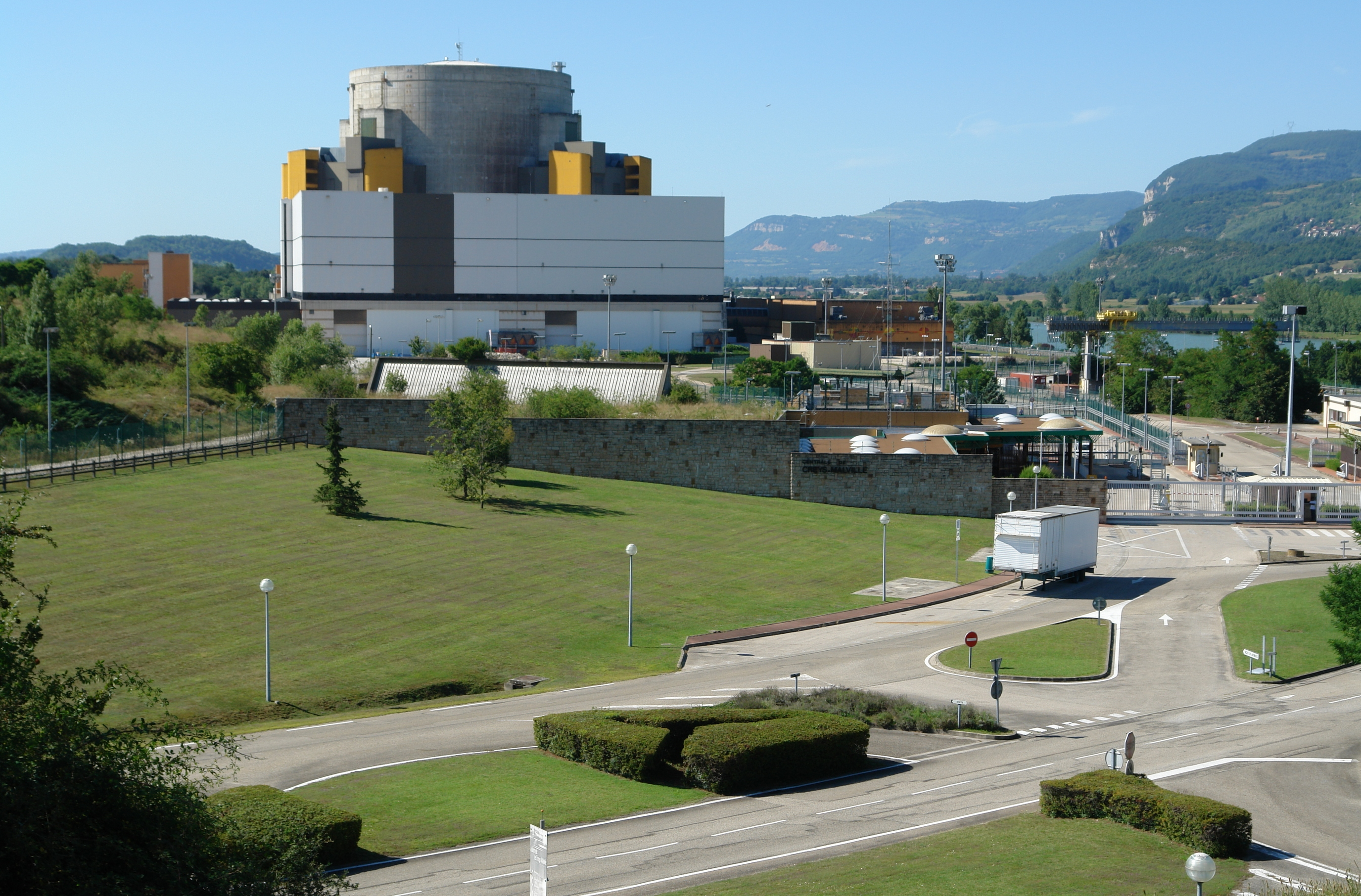
La Centrale nucleare Super-Phénix

In Francia sono stati costruiti due importanti reattori di tipo FBR. Vicino Marcoule è stato costruito il reattore Phénix da 233 MW che entrò in funzione nel 1974 e fu di proprietà congiunta di CEA ed EDF. È stato chiuso per modifiche nel periodo 1998-2003, ritornando quindi a 140 MW e per sei anni, cessò la produzione di energia nel marzo 2009, anche se continuò a rimanere in funzione per test e mantenere i programmi di ricerca fino all'ottobre successivo.
Una seconda unità da 1200 MW e, denominata Super-Phénix, è stata avviata nel 1996, ma è stata chiusa per motivi politici alla fine del 1998 ed è ora in fase di smantellamento. Il funzionamento di Phénix è stato fondamentale per la ricerca della Francia sullo smaltimento dei rifiuti, in particolare la trasmutazione degli attinidi.

### Terza fase: i reattori di III generazione
Nel 1999 dibattiti parlamentari hanno ribadito i tre assi principali della politica energetica francese: sicurezza per l'approvvigionamento (il paese importa più di metà della propria energia), il rispetto per l'ambiente (in particolare riguardante i gas serra) e la giusta attenzione per la gestione dei rifiuti radioattivi. È stato evidenziato che il gas naturale non ha vantaggi economici per il carico di base e i suoi prezzi sono troppo volatili; nonostante poi intensi sforzi verso misure di risparmio energetico e nella produzione di energia rinnovabile, non è vista altra soluzione nell'utilizzo dell'energia nucleare nel prossimo futuro. All'inizio del 2003 è stato quindi annunciato un nuovo piano energetico nazionale, e come primo passo è stato iniziato un dibattito per la definizione del mix energetico francese dei successivi 30 anni, nel contesto dello sviluppo sostenibile a livello europeo e globale. Nel 2005 è stata varata una legge per orientare la politica energetica e di sicurezza, ribadendo il ruolo centrale dell'energia nucleare, e stabilendo linee guida specifiche riguardanti il Reattore EPR, in particolare sulla costruzione della prima unità della serie, per poi poter decidere entro il 2015 la costruzione di una serie di circa 40 unità totali nel corso degli anni. Oltre a questo, sono state impostate le linee guida per la ricerca e lo sviluppo di tecnologie energetiche innovative a basso impatto ambientale e definito il ruolo delle energie rinnovabili nella produzione di energia elettrica, negli usi termici e nei trasporti.
A metà 2004 il consiglio di EDF ha deciso in linea di principio di costruire la prima unità della serie prevista di EPR Areva. Questa decisione è stata confermata nel maggio 2006, dopo il dibattito pubblico, quando si approvò la costruzione di una nuova unità nel sito di Flamanville, in Bassa Normandia, accanto a due attuali Classe 1300. La decisione è stata vista come "un passo essenziale nel rinnovamento mix di generazione nucleare di EDF". Il costo di costruzione era prevista per 3,3 miliardi di € (valore del 2005), e generando quindi energia ad un costo di 4,63 c€/kWh (più o meno come da nuova turbina a gas a ciclo combinato ai prezzi del gas naturale del 2005 senza alcuna carbontax). I costi di produzione in serie dei reattori sono stati prospettati essere circa il 20% inferiori. Nell'ambito di un accordo del 2005 con EDF, l'Enel ha acquisito una quota del 12,5% del reattore, acquisendo i diritti di 200 MW e di capacità e di essere coinvolta nella progettazione, costruzione e gestione di esso. All'inizio del 2007 EDF cambiò indirizzo ed affermò che avrebbe costruito l'impianto da sola acquisendo tutto l'impianto, rettificando però la decisione nel successivo novembre quando fu firmato un accordo di conferma dell'investimento Enel sul 12,5% di Flamanville (del costo ipotizzato di €450 milioni) più la stessa quota di altri cinque impianti dello stesso modello. L'accordo consente a EDF di partecipare alla costruzione e gestione di future centrali nucleari ENEL in Europa o nel Mediterraneo.
I lavori preliminari del sito di Flamanville sono stati completati a fine 2007, e nel dicembre dello stesso anno è stata versata la prima colata di cemento, con la costruzione prevista essere di 54 mesi e l'esercizio commerciale per maggio 2012. Nel gennaio 2007 EDF ha ordinato la parte principale del reattore Areva. La sezione turbina-generatore è stata ordinata nel 2006 ad Alstom, una unità Arabelle da 1750 MWe. Il programma di costruzione slittò in avanti di circa nove mesi, slittamento che avrebbe comportato il primo avvio del reattore nel 2012 e l'esercizio commerciale nel 2013. Alla fine del 2008 la stima dei costi è stata aggiornata con un aumento del 21% a circa €4 miliardi (2434€/kWh) portando il costo di produzione a circa 5,4 c€/kWh (rispetto sempre ai 6,8 c€/kWh di una turbina a gas a ciclo combinato e 7 c€/kWh per il carbone, con le "più basse ipotesi per una carbontax"), costi poi confermati a metà 2009, quando le spese totali fatte erano arrivate a circa 2 miliardi di €. Nel luglio 2010 il costo totale è stato rivisto a circa 5 miliardi di € e l'allacciamento alla rete previsto nel corso del 2014 (con quindi due anni di ritardo), mentre nel luglio 2011 il completamento è stato spostato al 2016 a causa della rivalutazione delle opere di ingegneria civile da prendere in atto in considerazione delle interruzioni occorse durante la prima metà dell'anno. A causa di problemi di coordinamento dei 9 principali sub-appaltatori, EDF sperava che con il nuovo calendario la costruzione procedesse "in condizioni ottimizzate", il costo totale è salito quindi a circa 6 miliardi di €. Nel dicembre 2012 l'accordo fra Enel ed EDF è stato poi terminato, a seguito dell'esercizio della clausola del diritto di recesso, per il mutato futuro del nucleare francese e per il nuovo aumento dei costi del reattore, che hanno raggiunto gli 8 miliardi di €.
Nel gennaio 2009 il presidente Sarkozy ha confermato che una seconda unità EPR sarebbe stata costruita nel sito di Penly in Alta Normandia, che come il sito di Flamanville dispone già di due unità Classe 1300 e la capacità di accoglierne altri due. Come partner dell'accordo erano originariamente previsti GDF Suez al 25% (che ha rinunciato preferendo partecipare al successivo reattore Atmea1), Total all'8,3%, Enel all'8% o al 12,5%, mentre la tedesca E.ON valutava l'entrata con una quota dell'8%. Sul progetto si era concluso nel 2010 un dibattito pubblico, mentre la costruzione era prevista essere avviata per il 2012, con l'entrata in produzione commerciale nel 2017. Successivamente EDF ha fermato il progetto di Penly 3, dichiarando che non aveva intenzione di costruire ulteriori reattori prima del 2025.

### Dibattito e post-Fukushima
A seguito del Disastro di Fukushima, lo stato francese ha condotto degli stress test sugli impianti nucleari che hanno portato ad esito positivo.
A seguito delle elezioni presidenziali in Francia del 2012, il nuovo presidente francese François Hollande intende portare il mix di generazione nucleare elettrica francese al 50% del totale entro il 2025, con quindi la chiusura di tutti i reattori Classe 900 a cominciare da quello di Fessenheim entro la fine del suo mandato (il 2017). Nell'ottobre 2014 la legge sulla transizione ed incentivo alle energie verdi è stata approvata. Questa ribadisce l'intento di portare la porzione di nucleare nel mix nazionale al 50%, e di porre un limite alla capacità produttiva nucleare a 63.2 GW, che quindi impone ad EdF di chiudere parte della propria capacità produttiva per poter accendere Flamanville 3; oltre a questo, la legge impone limiti alle emissioni ed al consumo di combustibili fossili.
Nel dicembre 2017 il nuovo Presidente della Repubblica Emmanuel Macron ha definito il nucleare come: "la via a minori emissioni per produrre elettricità assieme alle rinnovabili". Nel novembre 2018 è quindi stato modificato il piano energetico, posponendo al 2035 l'obiettivo di scendere al 50% di nucleare nel mix elettrico, questo comporterebbe la chiusura di 14 reattori, di cui 4-6 entro il 2030. Questo piano, però, lascia aperta l'opzione circa la costruzione di nuovi reattori, piani che si sono iniziati a concretizzare a fine 2019 con una iniziale richiesta di una analisi preventiva per la costruzione di 6 nuovi EPR.
A gennaio 2020 i piani di chiusura dei vecchi impianti sono iniziati da Fessenheim 1, che è stato chiuso dopo 42 anni di servizio. Secondo gli accordi presi precedentemente, EdF avrebbe ricevuto una iniziale trance di 400 milioni € come compensazione per la chiusura prematura (che comprendono i costi post-operativi, tasse, smantellamento e rilocalizzazione del personale), a questo verranno aggiunte, fino al 2041, compensazioni per la mancata produzione che si baseranno sulla produzione delle altre unità similari e sui prezzi dell'energia elettrica.

## Discussioni politiche e partnership internazionali
A inizio 2008, un decreto presidenziale ha creato il Consiglio per la politica nucleare, sottolineando l'importanza del nucleare in Francia in termini di forza economica, soprattutto per la fornitura energetica. Questo consiglio è presieduto dal Presidente della Repubblica francese e comprende fra gli altri il primo ministro francese e i segretari di gabinetto per l'energia, politica estera, economia, industria, commercio estero, ricerca e finanza, il capo della CEA, il segretario generale per la difesa ed il capo del personale militare. Nel febbraio 2011 il CPN ha dovuto affrontare la rivalità fra AREVA (al 90% di proprietà statale) ed EDF (all'85% di proprietà statale), che è stata reputata causa della perdita del contratto negli Emirati Arabi. Visti i programmi di espansione in Europa, in Asia e negli USA, il consiglio ha incaricato le due aziende nazionali di varare un nuovo piano di partnership per una maggiore collaborazione su vari fronti; questo accordo è stato formato nel luglio 2011 (con la ratifica finale a settembre), e comprende l'ottimizzazione del design dell'EPR, migliorare la manutenzione e la gestione della flotta di reattori francesi, sviluppare il proprio ciclo del combustibile e la gestione dei rifiuti nucleari, l'accordo poi vedrebbe l'EDF in un ruolo di predominanza nell'esportazione all'estero dei propri reattori. Inerente all'AREVA, è stato chiesto di spostare in apposite società sussidiarie la gestione dell'estrazione mineraria dell'uranio "come primo passo per studiare scenari strategici e finanziari per uno sviluppo futuro". È stata poi invitata una maggiore collaborazione fra EDF, AREVA e GDF Suez per lo sviluppo degli Atmea1, un reattore di III+ gen di 1100 MW destinato all'esportazione, anche se il primo reattore è previsto essere costruito in territorio francese; oltre a questo sono state valutate le implicazioni tecniche, politiche ed economiche per reattori di piccole dimensioni 100-300 MW.
Parallelamente alla politica nucleare nazionale, il consiglio per la politica nucleare ha avviato trattative per una collaborazione con la Cina per lo sviluppo di reattori di III gen, la AREVA infatti possiede ancora alcuni diritti intellettuali del reattore CPR1000, attuale base del programma di espansione nucleare cinese. Questi diritti dovrebbero terminare nel 2013 con la conseguente liberalizzazione sul mercato mondiale di questi reattori per l'esportazione. L'ASN si è però detta contraria a qualsiasi partenariato che coinvolga reattori non approvati da lei stessa, e quindi non costruibili in territorio francese. Questi sviluppi politici del 2011 sono confluiti nel potenziamento dell'Agence France Nucleaire International, una divisione della CEA, per fornire assistenza internazionale a paesi che vogliono intraprendere programmi nucleari propri.

### Esportazioni

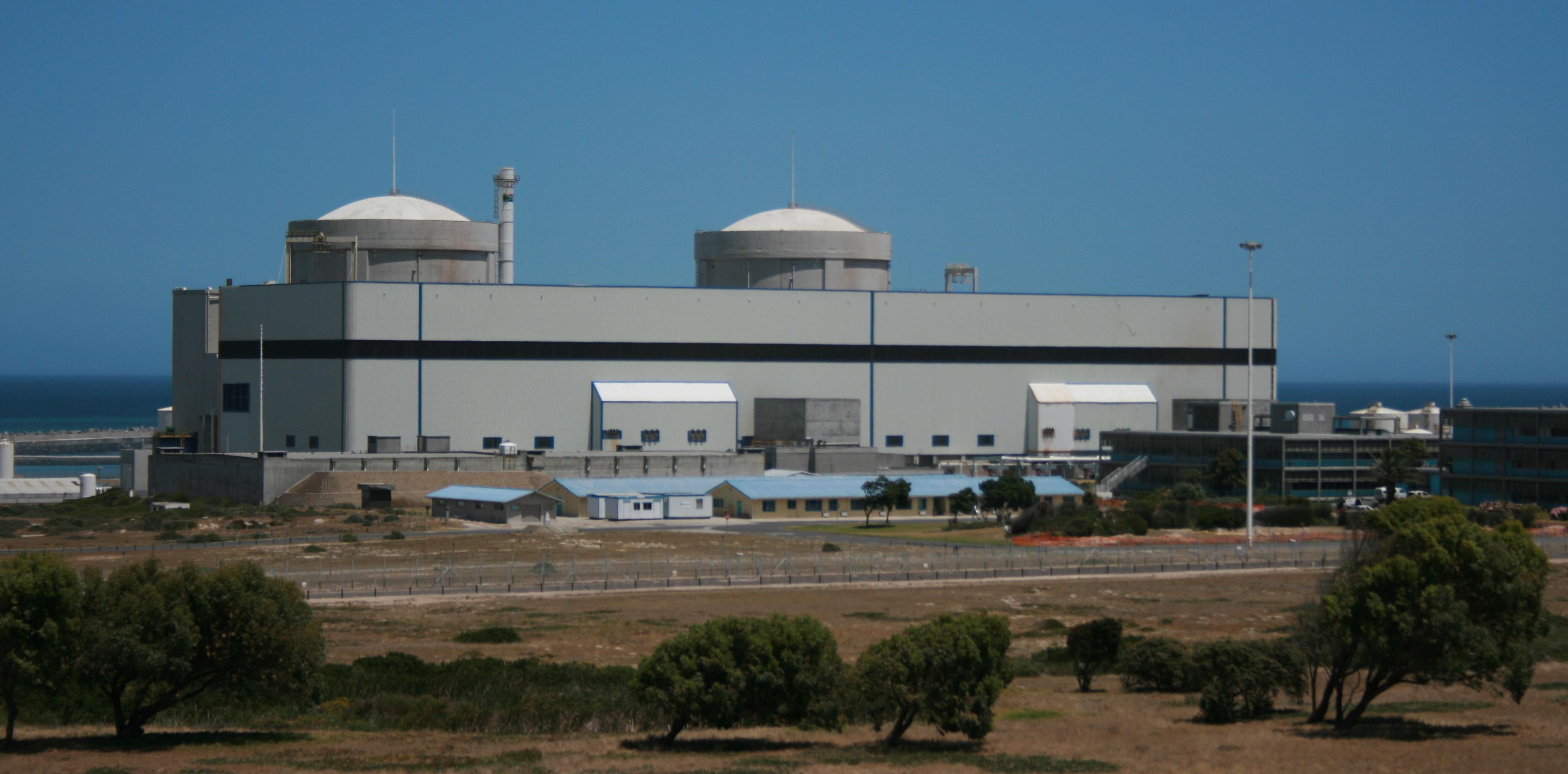
L'impianto di Koeberg, l'unica centrale nucleare del continente africano.

L'industria nucleare francese è stata sempre proiettata verso l'esportazione, principalmente tramite la fornitura dei reattori derivanti dalla Classe 900, furono infatti venduti svariati reattori, 2 al Sudafrica (Koeberg), 2 alla Corea del Sud (Ulchin), 4 alla Cina (Daya Bay e Ling Ao, vicino ad Hong Kong), 2 all'Iran (dopo la rescissione del contratto a causa dello scoppio della rivoluzione iraniana, i componenti furono utilizzati a Gravelines).
Una successiva collaborazione con la Cina ha portato al successivo sviluppo dei CPR-1000, che si basa sulle 4 unità esportate nella nazione.
La Framatome, oggi AREVA, collaborò durante gli anni 90 con la tedesca Siemens per lo sviluppo del reattore EPR, basato sui modelli N4 francese e Konvoi tedesco, in grado oltretutto di soddisfare i requisiti di sicurezza europei ed americani. Questo è l'unico modello che al 2012 è destinato all'esportazione in altre nazioni, con progetti e programmi soprattutto nel Regno Unito, negli USA, in Cina ed in India. Altre nazioni o hanno preferito altri reattori (negli Emirati Arabi hanno vinto gli APR1400) o i programmi di sviluppo non contemplano l'uso di reattori di queste dimensioni.
Il reattore Atmea1 è stato proposto in altre nazioni, ricevendo al momento l'approvazione come progetto dall'ASN, mentre per la costruzione è richiesto un secondo vaglio che sarà eseguito dietro domanda della società elettrica.

## Il parco reattori francese

### Modulazione di potenza dei reattori
Di solito, gli impianti di generazione che hanno un alto costo di capitale ed operativi ridotti, sono sempre in funzione, poiché questo è il modo più economico e più semplice di farli funzionare. Questo è anche il modo più semplice di far funzionare questo tipo di impianti, dal momento che gli impianti nucleari e a carbone non possono facilmente alterare la potenza, in confronto agli impianti a gas e soprattutto idroelettrici. Il grande utilizzo della fonte nucleare in Francia pone quindi alcuni problemi tecnici, in quanto i reattori devono essere utilizzati in modalità "load-following", cioè devono seguire il carico istantaneo della rete: l'energia elettrica non può infatti essere immagazzinata, la generazione in uscita deve sempre essere uguale a quella consumata, qualsiasi variazione della domanda o della produzione in un punto della rete di trasmissione ha un impatto immediato su tutto il sistema, questo significa che il sistema deve costantemente adattarsi ed equilibrarsi fra domanda ed offerta.
La capacità nucleare francese è interamente costituita da reattori PWR. Questi reattori hanno due possibilità per variare la potenza erogata: l'inserimento delle barre di controllo o l'aggiunta di acido borico nell'acqua di refrigerazione primaria (quella che scorre dentro il nocciolo del reattore). Utilizzare le barre di controllo per ridurre la potenza nominale, significa che c'è una parte del nucleo in cui i neutroni vengono assorbiti piuttosto che continuare la reazione a catena, questa soluzione crea però uno squilibrio nel combustibile, con la parte inferiore degli elementi di combustibile più reattiva di quella superiore. L'aggiunta di acido borico invece diminuisce la reattività in modo uniforme, ma per invertire l'effetto l'acqua deve essere trattata per rimuovere il boro, e questo è un processo lungo e costoso, e genera oltretutto rifiuti radiologici.
Per ridurre al minimo tali impatti, negli ultimi 25 anni l'EDF ha usato per ogni suo reattore alcuni elementi di controllo denominati "grigi", che hanno una capacità di assorbimento di neutroni inferiore agli elementi ordinari e permettono quindi una variazione di potenza. Ciò significa che la RTE (l'ente che gestisce la rete di trasmissione francese) può far funzionare il parco nucleare in modo flessibile, e contribuire alla regolazione del bilancio fra domanda ed offerta. Gli impianti PWR sono molto flessibili all'inizio del ciclo, cioè quando il combustibile nucleare è fresco ed è presente una elevata reattività di riserva. Man mano che però il ciclo progredisce ed il combustibile si consuma, la capacità di modulazione diminuisce, quando sono arrivati a circa il 90% del ciclo, il reattore può contribuire unicamente alla regolazione della frequenza della rete come suo contributo al bilanciamento, visto che ogni variazione di potenza non è consentita (a meno che per ragioni di sicurezza). A fine del ciclo i reattori sono quindi sfruttati a potenza costante e non seguono la curva di carico giornaliera; il sistema di coordinamento di tutti gli impianti fa sì che riescano a seguire il carico giornaliero, benché ogni impianto abbia possibilità più o meno elevate di regolazione.
Gli impianti attualmente in costruzione hanno tutti il sistema di seguimento del carico già preinstallato.

### Potenziamenti e rinnovo licenze di funzionamento

Calendario della costruzione degli impianti francesi di II gen.

Alla luce della propria esperienza operativa, EDF ha potenziato le sue quattro unità N4 di Chooz e Civaux da 1455 a 1500 MWe ciascuna nel 2003. Oltre a questo EDF prevede di potenziare cinque dei suoi classe 900 del 3%. Nel 2007 è stato annunciato che i venti reattori della classe 1300 sarebbero stati potenziati del 7% circa dal 2015, entro i limiti della licenza esistente; la modifica comporterebbe in totale l'aggiunta di circa 15 TWh/anno di produzione.
Tutto il parco nucleare francese subisce a scadenza decennale delle revisioni generali per il rinnovo della licenza. Nel 2002 tutti i reattori Classe 900 avevano ricevuto la proroga di 10 anni della loro licenza alla fine della seconda revisione decennale. La maggior parte di questi reattori è stata avviata fra la fine degli anni 1970 e l'inizio degli anni 1980, la revisione dura 4 mesi per ogni unità. Il passo successivo delle revisioni è stato quello di controllare la Classe 1300, nell'ottobre 2006 l'ASN ha concesso anche per queste unità la licenza per ulteriori 10 anni di funzionamento, concessa con la clausola di minori modifiche da eseguire durante le normali fermate dei reattori che occorreranno durante il periodo 2005-14. Le ispezioni per la licenza del terzo decennio della Classe 900 sono iniziate nel 2009 e saranno concluse nel 2020, mentre per la Classe 1300 il periodo è il 2015-24. Nel luglio 2009 l'ASN ha approvato il piano dell'EDF per il funzionamento di 40 anni della Classe 900, basata sulla valutazione generica dei 34 reattori, ogni singola unità sarà poi valutata singolarmente durante le ispezioni del 4º decennio di licenza a partire da Tricastin 1. Nel luglio 2011 ha approvato la licenza di Fessenheim 1, a condizione che il basamento del reattore sia reso più robusto e reso più resistente a possibili meltdown ed aumentare i sistemi di dissipazione del calore di decadimento in caso di mancanza di sistema di refrigerazione esterno, per questo reattore l'EDF valuterà il rapporto costi-benefici dopo gli stress-test europei occorsi a seguito dell'incidente giapponese. (vedi dopo)
Nel luglio 2010 l'EDF ha valutato la prospettiva di portare tutti i propri reattori a 60 anni di funzionamento, ciò comporterebbe la sostituzione di tutti i generatori di vapore (3 nella Classe 900, 4 nella Classe 1300), ed altre opere di manutenzione speciale, che costerebbero €400-600 milioni per unità, da compiersi entro i 40 anni di vita di ogni reattore, attualmente è in corso la sostituzione dei generatori di vapore di due unità ogni anno, e si prevede di aumentare a tre unità nel corso del 2016.

### Consumo di acqua del parco nucleare
Il parco nucleare francese è composto attualmente da 58 reattori, di questi 18 sono sul mare ed utilizzano come fonte di refrigerazione l'acqua marina, i restanti 40 sono nell'entroterra e sfruttano i fiumi come fonte di refrigerazione. I fiumi più sfruttati sono, con i rispettivi affluenti, la Loira ed il Rodano, con 14 reattori ognuno. Per il sistema di refrigerazione sono utilizzati due cicli: il ciclo aperto utilizza direttamente l'acqua del fiume ed in cui sono necessari 160 l/kWh, tutti restituiti all'ambiente; il ciclo chiuso che utilizza le torri di refrigerazione ed in cui sono necessari 6 l/kWh, di cui 2 sono fatti evaporare e 4 restituiti all'ambiente. A causa dei vincoli operativi per i limiti di riscaldamento delle acque di refrigerazione, in estati molto calde e in periodi di siccità, la produzione può essere limitata.
Per la produzione elettrica del parco nucleare situato lungo i fiumi, è stato necessario prelevare nel corso del 2005 un totale di 16.5 miliardi m3, di cui 0.5 sono stati fatti evaporare; questo ha comportato una richiesta di 56 l/kWh di cui 1.7 l/kWh sono stati trasformati in vapore. Considerando tutto il parco nucleare (quindi anche quello situato lungo le coste) e le centrali termiche normali dell'EDF, la domanda totale è stata di 42 miliardi m3, che sono corrisposti ad una richiesta specifica di 94 l/kWh.
| Tipo di prelievo (in milioni di m3 di acqua dolce)                                                                          | Acqua potabile | Acqua potabile | Industria | Industria | Irrigazione | Irrigazione | Elettricità (tutte le fonti) | Elettricità (tutte le fonti) | Utilizzi totali |
| Acque superficiali | 2220           | 8%             | 2117      | 8%        | 3284        | 13%         | 18508                        | 71%                          | 26130           |
| Acque sotterranee | 3746           | 59%            | 1458      | 23%       | 1107        | 17%         | 23                           | 0%                           | 6334            |
| Totale | 5966           | 18%            | 3575      | 11%       | 4391        | 14%         | 18531                        | 57%                          | 32464           |
| Del totale dell'acqua prelevata dal comparto della generazione elettrica, il 97.5% è immediatamente restituito all'ambiente |                |                |           |           |             |             |                              |                              |                 |

### Problematiche di sicurezza del parco reattori
Il 1º febbraio 2011 EDF ha segnalato all'Autorità di Sicurezza Nucleare francese delle anomalie generiche inerenti all'iniezione ad alta pressione di refrigerante nella gamma fredda dei reattori da 900 MW. Il sistema di iniezione di sicurezza è usato in caso di fallimento del circuito primario principale, per mantenere il raffreddamento del nocciolo del reattore con iniezioni d'acqua, usando fra le altre una pompa ad alta pressione. Perché il reattore sia uniformemente refrigerato, è tollerato un 6% di variazione fra i vari rami del circuito, mentre sono state riscontrate variazioni del 20% rispetto a quanto prescritto e devono essere revisionati. Pertanto, in condizioni di incidente, e per determinati valori di fallimento degli altri sistemi di sicurezza, questo squilibrio non permetterebbe una sufficiente refrigerazione del reattore. Per ridurre questo divario, EDF ha in progetto di costruire una strumentazione ad ultrasuoni con i quali misurare con maggiore precisione il flusso di acqua iniettata dal sistema ad alta pressione. I test saranno condotti nei primi mesi del 2011, su un reattore. In base ai risultati ottenuti in questo, la soluzione sarà implementata su tutti quelli colpiti da questa anomalia.
Il 17 febbraio 2011 EDF ha comunicato un problema nell'impianto di Tricastin, classificato poi come INES 2 (guasto) mentre in tutti gli altri impianti interessati come INES 1 (anomalia). In relazione a tali eventi si è riscontrato che un totale di 19 reattori francesi presentano problemi di prematura usura ai cuscinetti dei gruppi elettrogeni di emergenza, che dovrebbero alimentare i dispositivi di sicurezza del reattore in caso di incidente e/o mancanza di alimentazione esterna. Anche se i gruppi elettrogeni sono più d'uno e di modelli differenti, nel caso di due reattori dell'impianto, tutti i gruppi elettrogeni dei reattori interessati presentavano contemporaneamente tale difetto. EDF ha comunicato che le sostituzioni sono iniziate il 12 febbraio 2011, senza necessità di fermare i reattori. Tale problema di prematura usura si era già presentato nel 2009 ma non era stato affrontato in maniera risolutiva.

#### Stress-test ed aggiornamenti a seguito di Fukushima
A seguito dell'evento giapponese, il governo francese ha ordinato l'esecuzione di stress-test su tutto il parco reattori francese. L'Autorité de sûreté nucléaire e l'Institut de Radioprotection et de Sûreté Nucléaire hanno stabilito che tutti i 58 reattori nucleari presenti nelle 19 centrali francesi sono sicuri e quindi possono continuare la loro attività, compresi quelli più vecchi. Il rapporto aggiunge però che devono essere potenziate le misure di sicurezza nei confronti degli eventi estremi, come inondazioni, terremoti, interruzioni del rifornimento di elettricità e guasti ai sistemi di raffreddamento. Fra gli altri provvedimenti, l'EdF, che gestisce tutte le centrali francesi, dovrà installare generatori diesel a prova di inondazione e costruire sale di controllo di riserva a distanza: due accorgimenti che avrebbero evitato l'incidente di Fukushima; a questo dovrà aggiungere entro il 2014 anche una task force di emergenza pronta, in caso di incidente, a intervenire entro 24 ore in tutte le centrali francesi. Secondo il presidente dell'ASN, André-Claude Lacoste, le azioni necessarie richiederanno diversi miliardi di euro, e presumibilmente un aumento di costi di produzione. Particolare attenzione era per il complesso di Fessenheim, il più vecchio impianto francese, in cui il pavimento di cemento sarebbe troppo sottile e potrebbe cedere in caso di fusione del nocciolo, che secondo il rapporto dell'ASN giudica invece sufficiente la sicurezza del reattore, ma invita comunque i responsabili ad aumentare lo spessore del pavimento.

## Costi del nucleare francese e riordino del mercato elettrico
Tutto il programma nucleare è costato circa 400 miliardi F. (col valore del franco del 1993), la metà è stata autofinanziata dall'EDF, l'8% dallo stato francese (ma diminuita a partire dal 1981), ed il 42% è stato finanziato da prestiti commerciali. Attualizzato a valori dell'Euro del 2010, le attività di costruzione delle installazioni necessarie alla produzione di energia nucleare sono costate sino ad oggi, secondo la Corte dei conti francese, complessivamente €121 miliardi (senza considerare Superphénix, che da solo fra costruzione ed esercizio è costato €12 miliardi); 96 sono stati necessari per la costruzione dei 58 reattori ora attivi, di cui 83 rappresentano il costo "overnight" dei 58 reattori, 13 di costi finanziari legati al tempo di costruzione; il costo degli otto reattori di prima generazione non più operativi è stato pari a €6 miliardi, mentre la filiera del riprocessamento è costata invece €19 miliardi. Tenendo conto della spesa di ricerca pubblica e privata (€55 miliardi) si raggiungono in totale i €188 miliardi per la realizzazione dell'intero programma nucleare francese fino ad oggi (sempre costi attualizzati al 2010).
Per quanto riguarda i costi di esercizio di tale parco nucleare, nel 2010 questi sono stati pari a circa €8,9 miliardi di cui poco meno di un quarto per le spese legate all'approvvigionamento di combustibile nucleare, che hanno pesato sul costo dell'energia elettrica prodotta nello stesso anno per 22,25 €/MWh. Il costo medio dell'energia elettrica prodotta del parco nucleare francese viene infine valutato, sempre dalla Corte dei conti francese, in 49,5 €/MWh con la remunerazione del capitale investito, altrimenti questo si abbassa fino a 33,0 €/MWh. I costi dell'elettricità in Francia risultano quindi mediamente più bassi che in altre nazioni europee.
Nel 2009 Il presidente della compagnia elettrica francese EDF Pierre Gadonneix ha richiesto un aumento del 20% in tre anni delle tariffe elettriche francesi per coprire le spese di gestione. Ha altresì dichiarato che "Se le nostre tariffe non aumentano il prossimo anno, EDF dovrà ridurre i suoi investimenti. In Francia, il gruppo è costretto a indebitarsi, perché i nostri prezzi non seguono l'inflazione, se negli ultimi 25 anni i prezzi dell'elettricità la avessero seguita, sarebbe del 40% più costosa". Ad agosto 2010 il costo dell'elettricità è aumentato del 2% circa.
A causa del regime di monopolio esercitato in Francia dall'EDF, a fine novembre 2010 è stata approvata una legge, nota sotto l'acronimo di NOME (Nuova Organizzazione del Mercato dell'Energia), che prevede la cessione da parte del monopolista francese verso gli altri produttori di una quota pari al 25% della sua produzione al prezzo di 39€/MWh, questo per garantire che la concorrenza non sia soffocata dalla posizione di monopolio con fonti a basso costo del produttore francese. La legge mira a garantire che tutti i fornitori di energia elettrica in Francia siano in grado di offrire prezzi competitivi per i clienti, secondo i ministri delle finanze Lagarde e dell'energia Besson, la legge garantisce i consumatori francesi pagare il costo "vero" di produzione di energia elettrica in Francia, piuttosto che un aumento dei costi dettate da riferimenti europei.
Secondo uno studio riservato EDF rivelato nel 2014, per mantenere intatta la quota di elettricità prodotta dal nucleare servirebbero, nei prossimi 50 anni, circa 300 miliardi di euro di investimenti, suddivisi in 90 miliardi di aggiornamento ed estensione della vita operativa, 10 per gli aggiornamenti a seguito di Fukushima e infine 200 miliardi per la costruzione di nuovi reattori.

## Programma nucleare militare

### Reattori nucleari navali
Ad ottobre 2018, la Francia ha operativi 13 reattori nucleari navali per la propulsione nucleare di 11 sottomarini nucleari e della portaerei Charles de Gaulle della Marine nationale; è inoltre operativo un reattore nucleare di test per sviluppare i reattori dei futuri SNLE di terza generazione; i reattori navali sono realizzati da Technicatome.
| Nave                                  | Reattore | Tipo | Potenza    | Inizio dei lavori | Messa in servizio | Arresto definitivo |
| ------------------------------------- | -------- | ---- | ---------- | ----------------- | ----------------- | ------------------ |
| «sottomarino di test a terra»         | Q244     | PHWR | ?          | 1955              | mai               | 1958               |
| «prototype à terre»                   | PAT      | PWR  | ?          | ?                 | 1964              | 1992               |
| Le Redoutable – Le Redoutable (S 611) |          | PWR  | 110 MW     | 1963              | 1967              | 1991               |
| Le Redoutable – Le Terrible (S 612)   |          | PWR  | 110 MW     | ?                 | 1969              | 1996               |
| Le Redoutable – Le Foudroyant (S 610) |          | PWR  | 110 MW     | ?                 | 1974              | 1998               |
| Le Redoutable – L'Indomptable (S 613) |          | PWR  | 110 MW     | ?                 | 1974              | 2005               |
| Le Redoutable – Le Tonnant (S 614)    |          | PWR  | 110 MW     | ?                 | 1980              | 1999               |
| Le Redoutable – L'Inflexible (S 615)  |          | PWR  | 110 MW     | ?                 | 1982              | 2008               |
| «chaufferie avancée prototype»        | CAP      | PWR  | ?          | ?                 | 1974              | 1987               |
| Rubis – Rubis (S 601)                 | K48      | PWR  | 48 MW      | 1976              | 1983              |                    |
| Rubis – Saphir (S 602)                | K48      | PWR  | 48 MW      | 1979              | 1981              |                    |
| Rubis – Casabianca (S 603)            | K48      | PWR  | 48 MW      | 1981              | 1984              |                    |
| Rubis – Émeraude (S 604)              | K48      | PWR  | 48 MW      | 1983              | 1986              |                    |
| Rubis – Améthyste (S 605)             | K48      | PWR  | 48 MW      | 1984              | 1988              |                    |
| Rubis – Perle (S 606)                 | K48      | PWR  | 48 MW      | 1987              | 1990              |                    |
| «réacteur de nouvelle génération»     | RNG      | PWR  | ?          | ?                 | 1998              | 2005               |
| Le Triomphant – Le Triomphant (S 616) | K15      | PWR  | 150 MW     | 1989              | 1997              |                    |
| Le Triomphant – Le Téméraire (S 617)  | K15      | PWR  | 150 MW     | 1993              | 1998              |                    |
| Le Triomphant – Le Vigilant (S 618)   | K15      | PWR  | 150 MW     | 1996              | 2003              |                    |
| Le Triomphant – Le Terrible (S 619)   | K15      | PWR  | 150 MW     | 2000              | 2008              |                    |
| Charles de Gaulle (R 91)              | K15      | PWR  | 2 × 150 MW | 1987              | 1994              |                    |
| Suffren – Suffren (S 6..)             | K15      | PWR  | 150 MW     | 2007              | 2019              | [ 33 ]             |
| Suffren – Duguay-Trouin (S 6..)       | K15      | PWR  | 150 MW     | 2009              | 2021              | [ 33 ]             |
| Suffren – Tourville (S 6..)           | K15      | PWR  | 150 MW     | 2011              | 2023              | [ 33 ]             |
| Suffren – De Grasse (S 6..)           | K15      | PWR  | 150 MW     | [ 34 ]            | 2025              |                    |
| Suffren – Rubis (S 6..)               | K15      | PWR  | 150 MW     | [ 34 ]            | 2027              |                    |
| Suffren – Casabianca (S 6..)          | K15      | PWR  | 150 MW     | [ 34 ]            | 2030              |                    |
| «réacteur d'essais à terre»           | RES      | PWR  | ?          | ?                 | 2018              |                    |

## Programma nucleare futuro
Nell'agosto 2005 l'EDF ha annunciato la sua intenzione di sostituire il suo parco reattori a partire dal 2020 con circa una nuova unità all'anno da 1650 MW, questo obiettivo richiederebbe la costruzione di 40 unità per raggiungere la capacità produttiva attuale. Questo disegno sarà confermato nel corso del 2015 sulla base dell'esperienza acquisita nelle unità costruite in precedenza, è poi possibile anche l'utilizzo di altri tipi di reattori, come gli americani AP1000 o dell'ESBWR, con una strategia incentrata sullo sviluppo dell'opzione nucleare sulla base di "risultati economici, stabilità dei costi e rispetto dei vincoli ambientali".
Oltre ai due reattori EPR di Flamanville e Penly è in valutazione anche un terzo reattore con partecipazione maggioritaria di GDF Suez, mentre Enel, Total, Areva ed E.ON sono gli altri possibili partner. Nel febbraio 2010 la GDF Suez ha richiesto l'approvazione per la costruzione di un reattore Atmea1 nei siti di Tricastin o Marcoule, reattore che dovrebbe essere in funzione per il 2020, e sarebbe l'impianto pilota per la serie, e base per future esportazioni.
A seguito dei ritardi di Flamanville 3 e di una nascente opposizione alla generazione nucleare, i progetti per Penly 3 sono stati momentaneamente accantonati.
Nel dicembre 2017 il nuovo Presidente della Repubblica Emmanuel Macron ha definito il nucleare come: "la via a minori emissioni per produrre elettricità assieme alle rinnovabili". Nel novembre 2018 è quindi stato modificato il piano energetico, posponendo al 2035 l'obiettivo di scendere al 50% di nucleare nel mix elettrico, questo comporterebbe la chiusura di 14 reattori, di cui 4-6 entro il 2030. Questo piano, però, lascia aperta l'opzione circa la costruzione di nuovi reattori, piani che si sono iniziati a concretizzare a fine 2019 con una iniziale richiesta di una analisi preventiva per la costruzione di 6 nuovi EPR di cui Penly 3 dovrebbe essere il capofila.

### Sviluppo dei reattori di IV generazione
Nel gennaio 2006 il presidente Sarkozy ha annunciato che la CEA è stata incaricata di intraprendere la progettazione di un prototipo di un reattore di IV gen che sia operativo nel 2020. La Francia sta studiando principalmente tre tecnologie: il reattore nucleare veloce refrigerato a gas, il reattore nucleare veloce refrigerato a sodio ed il reattore nucleare a temperatura molto alta; mentre l'AREVA ha studiato principalmente gli ultimi due tipi, i GFR sono stati studiati soprattutto negli USA, Sudafrica e Cina. L'interesse del CEA per i FBR è per il fatto che permettono di ridurre i rifiuti nucleari di alto livello e di sfruttare meglio le risorse di uranio, fra le quali ci sono 220.000t di Uranio impoverito e da riprocessamento stoccate in Francia.
I progetti del CEA sui reattori al sodio sono aiutati da una grande esperienza in materia, sviluppata sui reattori Phénix e Super-Phénix, consentendo quindi di andare direttamente alla costruzione di un impianto dimostrativo. Un GFR sarebbe invece del tutto nuovo, le principali novità sarebbero riguardanti la zona attorno al nocciolo e la sostituzione dell'acqua con un gas come liquido di refrigerazione intermedio. L'utilizzo del gas per questo tipo di reattori sarebbe totalmente innovativo e quindi sarebbe necessario un piccolo impianto pilota per testare le varie opzioni. Questo tipo non sarebbe in grado di funzionare per la produzione di idrogeno a causa delle temperature insufficienti, mentre si continuerebbe a studiare i VHTR all'estero.
Nel dicembre 2006 il CEA ha deciso di procedere con un prototipo di reattore di IV gen raffreddato al sodio le cui caratteristiche devono essere decise entro il 2012, messo in produzione entro il 2020. L'approccio per questo prototipo è la creazione di una nuova generazione di SFR con le innovazioni volte a migliorarne la competitività e la sicurezza. Un progetto parallelo è quello di un GFR sviluppato in parallelo come opzione alternativa. Il prototipo avrà anche la missione di dimostrare le modalità di riciclaggio anticipata al fine di migliorare il trattamento dei scorie radioattive di alto livello. L'obiettivo finale è quello di avere un tipo di tecnologia dei reattori veloci competitivo e pronto per la commercializzazione industriale in Francia e per l'esportazione dopo il 2035-2040. Il prototipo, probabilmente costruito vicino Phénix a Marcoule, sarà da 250-800 MWe e si prevede un costo di circa €1,5-€2 miliardi ed essere in funzione nel 2020.

### Tipologia
I tipi previsti sono tutti di produzione nazionale e di tipo ad acqua pressurizzata, anche se possono essere prese in esame anche tecnologie estere.
Reattore EPR
L'EPR o European Pressurized Reactor è un reattore di III+ gen creato dalla francese AREVA, da 1600-1700 MW netti.
Reattore Atmea1
L'Atmea1 è un reattore III+ gen creato dalla JV Areva-Mitsubishi Heavy Industries, è un reattore destinato all'esportazione, il primo della serie è previsto essere costruito in Francia.

## Ciclo del combustibile

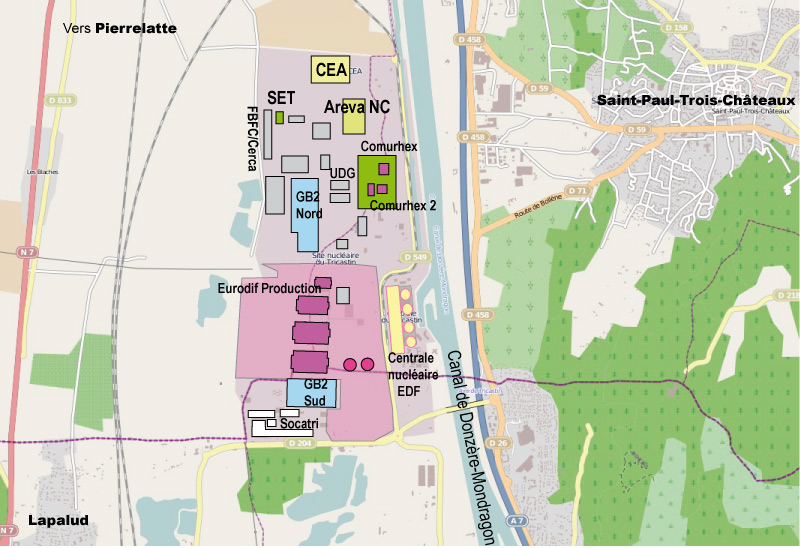
Il Sito nucleare del Tricastin, il più importante complesso del ciclo del combustibile nucleare francese.

La politica energetica è da sempre stata per la massima autonomia possibile, questo ha portato la nazione ad avere un ciclo del combustibile nucleare completo sotto ogni aspetto, autosufficiente, e disponibile per la fornitura delle proprie necessità, ed anche per l'esportazione. Considerando poi l'utilizzo di MOX e RepU, quasi il 20% dell'elettricità prodotta dall'EdF viene prodotta da materiali di riciclo.
Il fabbisogno di uranio è attualmente di circa 10.500 t all'anno, provenienti principalmente da Canada, Niger, Australia, Kazakistan e Russia.

L'Uranio proveniente dalle miniere all'estero arriva al porto di Le Havre e quindi prosegue verso l'impianto Comurhex di Malvési per la conversione in UF4
L'UF4 è quindi trasferito all'impianto di Pierrelatte per la conversione in UF6.
L'UF6 è quindi trasferito per arricchimento nell'impianto Georges-Besse di Tricastin (Drôme).
L'uranio arricchito è quindi trasferito presso l'impianto FBFC di Romans per la fabbricazione del combustibile basato sull'UO2, e verso l'impianto Melox di Marcoule per quello basato sul MOX.

### Conversione
L'uranio concentrato viene convertito in UF6 negli impianti Comurhex di Malvési e Pierrelatte nella Valle del Rodano, che ha iniziato a funzionare dal 1959, i quali trattano anche uranio da riprocessamento. Inizialmente l'uranio viene convertito in UF4 a Malvési, quindi viene trasportato a Pierrelatte e quindi finalmente trasformato in UF6, questi complessi hanno una capacità di 14.000 tU/anno. Circa il 40% della produzione è destinata al mercato estero.
Nel maggio 2007 la Areva NC ha annunciato i piani per un nuovo impianto di conversione, Comurhex II, ampliare e modernizzare le strutture a Malvési vicino a Tricastin e Pierrelatte per rafforzare la sua posizione globale nel front-end del ciclo del combustibile. Il progetto, del costo di €610 milioni, aumenterà la capacità a 15.000 tU/anno a partire dalla fine del 2013, con possibilità di aumentare a 21.000 tU/anno. Nel gennaio 2009 l'EdF si è aggiudicata un contratto a lungo termine la conversione con Areva. A partire dal 2012 questo sarà adempiuto anche dal Comurhex II.

### Arricchimento

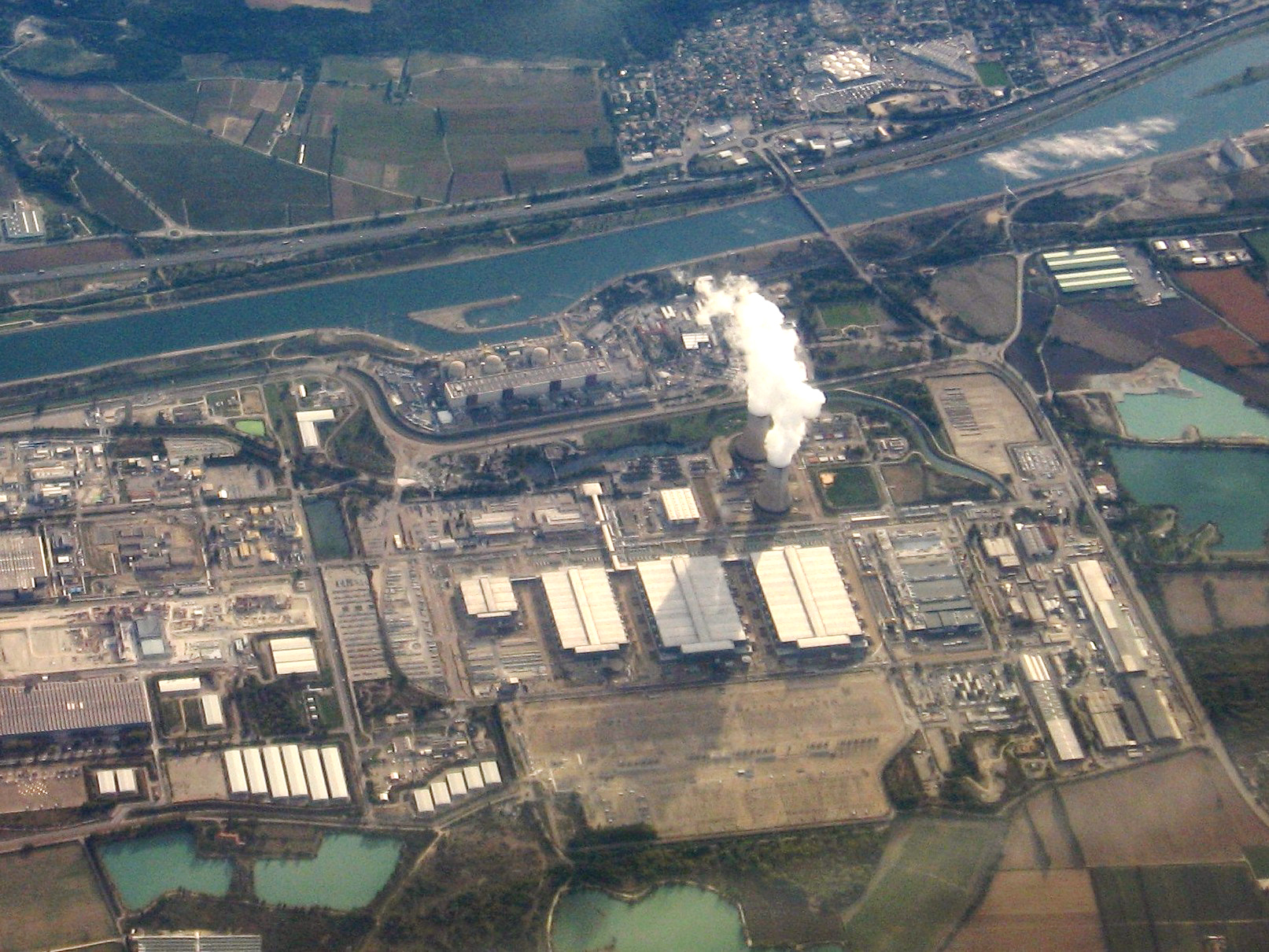
Il Sito nucleare del Tricastin, in alto vicino al fiume si possono notare i 4 reattori della centrale omonima, in basso il complesso di Eurodif, al cui fianco sorgono le due sezioni dell'Impianto Georges-Besse II

Il primo impianto per l'arricchimento è stato, per oltre 30 anni quello Eurodif situato nel Sito nucleare del Tricastin, rinominato successivamente Georges-Besse II. Questo ha una capacità di 10,8 milioni SWU, sufficienti a fornire il combustibile nucleare per una potenza elettrica di circa 81000 MW (circa il 130% della capacità francese). Questo è il più grande singolo utilizzatore di energia elettrica francese, utilizzando mediamente 3 dei 4 reattori della centrale nucleare prospiciente. L'impianto funzionerà fino alla fine del 2012 a circa i due terzi della capacità massima, per poi essere definitivamente sostituito dall'Impianto Georges-Besse II.
Nel 2003 la Areva ha acquistato una quota del 50% nella società Urenco Enrichment Technology, che comprende tutta la parte di ricerca e sviluppo della tecnologia di arricchimento tramite centrifuga a gas. L'accordo, approvato dai rispettivi governi di competenza a metà 2006, ha quindi permesso all'Areva di utilizzare la tecnologia di centrifugazione per sostituire l'inefficiente diffusione. Il nuovo impianto Georges-Besse II è stato inaugurato ufficialmente nel dicembre 2010, iniziando poi la produzione commerciale nel mese di aprile 2011. La prima unità (sud) è stata costruita dal 2007, e si prevede che raggiunga la piena capacità nel 2015, la seconda unità (nord) dal 2009 e con piena capacità operativa a partire dal 2016. Le due unità costruite, del costo complessivo di €3 miliardi e capacità di 7.5 milioni SWU (aumentabili ad 11 milioni SWU con la costruzione di una terza unità) ed arricchimento fino al 6% sono state costruite e quindi gestite dalla Société d'Enrichissement du Tricastin, una controllata di Areva NC. Questo nuovo impianto consente di avere nella griglia francese circa 20 TWh extra, il nuovo impianto infatti consuma mediamente 75 MW contro i 2500 MW del precedente impianto.
Delle 7300 tDU prodotte ogni anno, la maggior parte è conservata per l'utilizzo nei reattori di IV gen di tipo FBR (per il 2040 si prevede che saranno state stoccate riserve per 450.000 tDU), 100-150 t/anno vengono utilizzate per la fabbricazione del MOX. Fra il 2006 ed il 2009 sono state spedite 33.000 tDU in Russia negli impianti di Novouralsk e Zelenogorsk, e ritornati come 3090 tU riarricchite allo 0.7%, cioè uranio naturale; i prodotti di questo processo sono rimasti in Russia come proprietà della società.

#### Riarricchimento
L'uranio derivante dalle operazioni di riprocessamento viene o riconvertito in U3O8 nell'impianto Comurhex di Pierrelatte oppure in UF6 per essere riarricchito nel sito o nell'impianto di Seversk in Russia. Non è possibile utilizzare gli stessi impianti utilizzati per l'arricchimento dell'uranio naturale per la differente composizione isotopica, infatti è presente l'232U che è un forte emettitore di raggi gamma che l'236U che è un veleno neutronico.

### Produzione del combustibile
La fabbricazione del combustibile è fatta in diversi impianti Areva in Francia e Belgio.
L'impianto Melox dell'Areva produce circa 150 tMOX/anno per clienti francesi e stranieri, e sebbene l'EdF abbia la priorità nei contratti, la domanda è stimata in forte crescita.

### Riprocessamento

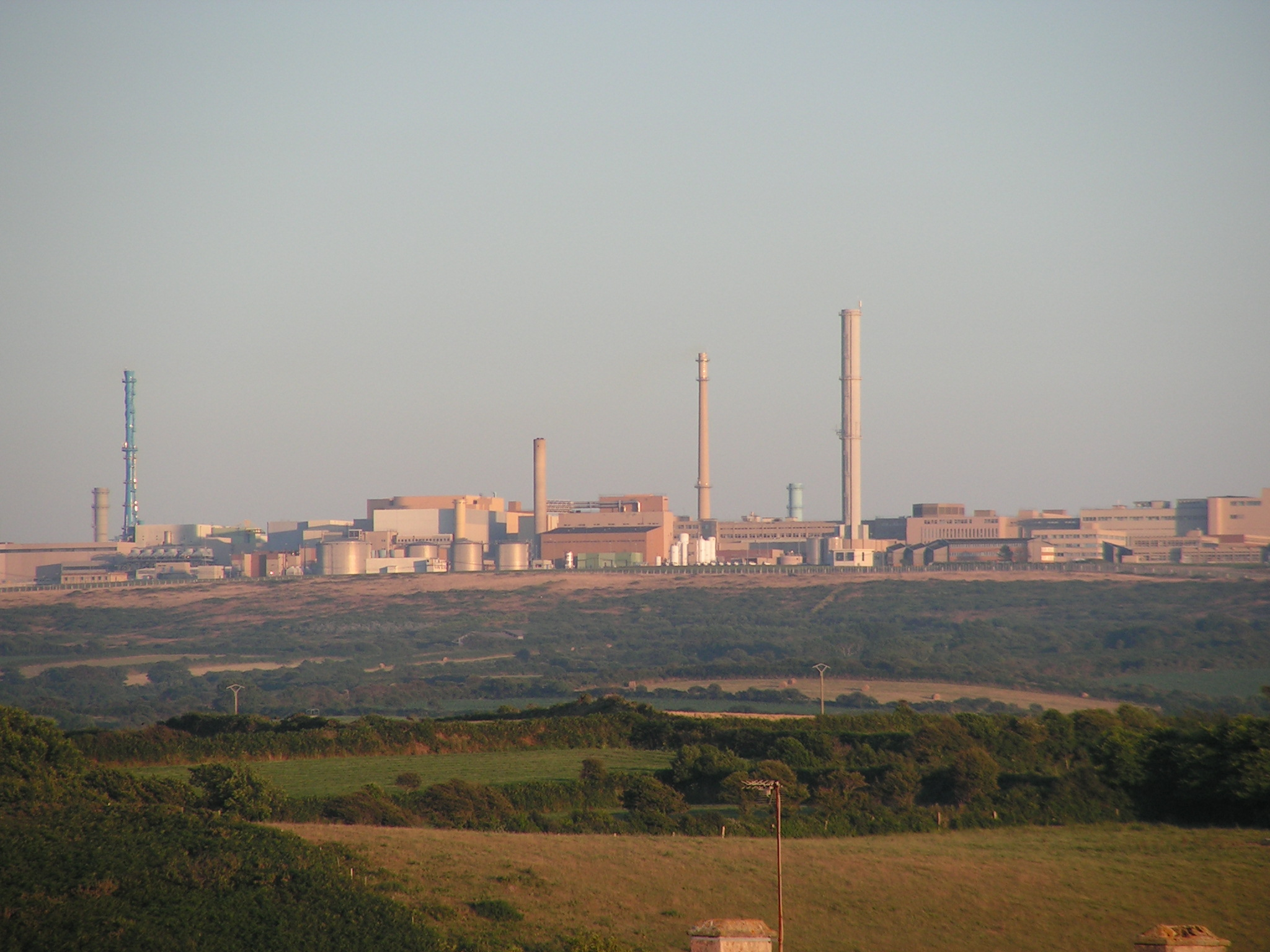
La Hague

La Francia ha scelto il ciclo chiuso del combustibile all'inizio del suo programma nucleare, in modo da recuperare il plutonio e ridurre oltretutto il volume delle scorie radioattive da processare, il riprocessamento del combustibile permette oltretutto di ricavare il 30% di energia in più per unità di uranio naturale estratto dalla miniera. Inerente al costo, il ciclo chiuso è valutato come comparabile a quello aperto, conservando poi una risorsa (l'uranio da riprocessamento) utilizzabile in futuro per generare nuova energia.
Tutti questi servizi sono svolti dalla Areva NC, il combustibile rimane nelle piscine dei reattori per dei periodi abbastanza brevi, a fine 2011 circa il 70% del combustibile utilizzato era negli impianti, soprattutto a La Hague, 19% in cask a secco, mentre l'11% era stato riprocessato. L'impianto ha una capacità massima di 1700 t/anno, il trattamento riesce ad estrarre il 99.9% dell'uranio e del plutonio contenuti nel combustibile, lasciando quindi come rifiuto circa il 3% del materiale trattato, cioè i prodotti di fissione e gli attinidi minori; nel 2009 sono state lavorate 929 t di combustibile (che hanno prodotto 8,5 t di Pu, trasformati poi in circa 100 tMOX nell'impianto Melox a Marcoule e 810 tRepU mandati a riarricchire), la società si propone però di arrivare a nel 2015 a 1700 t/anno. Il MOX così prodotto è quindi utilizzato in 20 dei reattori Classe 900 francesi, il MOX non subisce ulteriore riprocessamento al momento, venendo solo stoccato per un futuro utilizzo. A fine 2009 è stato concluso un contratto per l'utilizzo degli impianti di La Hague e Melox fino al 2040.
A fine 2009 circa 27.000 t di combustibile proveniente da reattori LWR erano state riprocessate nell'impianto di La Hague. Furono inoltre processate oltre 5.000 t di combustibile da reattori a gas, mentre altre 18.000 t furono riprocessate nell'impianto UP1 di Marcoule, chiuso nel 1997.
La normativa vigente prevede che tutti i costi per la disattivazione degli impianti e per il trattamento del combustibile sono a carico del produttore (ad oggi, praticamente solo EdF visto che singole compagnie elettriche hanno quote di minoranza solo in alcuni reattori), a fronte di una richiesta di fondi prevista essere a € 16.9 miliardi da recuperare entro il 2016, a fine 2009 ne sono stati accumulati € 11.4 miliardi.
La parte finale (beck-end) del ciclo del combustibile è stata prevista evolversi con l'evolversi della tecnologia, l'impianto di La Hague in funzione dall'inizio degli anni 1990, è previsto funzionare per almeno 40 anni, cioè fino al progredire della tecnologia dei reattori di IV generazione, con quindi richiesta di impianti per il riprocessamento radicalmente differenti rispetto agli attuali. I requisiti generali sono infatti di una totale separazione degli attinidi minori da tutte le altre scorie nucleari per quindi avere un ciclo chiuso del combustibile totalmente integrato ed avere il massimo riciclo del combustibile.

### Deconversione
L'Areva ha intrapreso dagli anni 1980 la deconversione dell'uranio, che viene convertito dalla forma chimicamente pericolosa di Fluoruro a quella stabile di U3O8.

## Centri di ricerca

### Reattori di ricerca a fissione
A maggio 2018, la Francia ha operativi 5 reattori nucleari di ricerca, 1 reattore in costruzione, 13 chiusi, ed ulteriori 20 sono stati totalmente smantellati.
| Reattori operativi      |                     |                |                    |                            |                        |                         |
| Centrale                | Potenza netta (kWt) | Tipologia      | Inizio costruzione | Prima criticità            | Dismissione (prevista) | Note                    |
| Cabri                   | 25.000              | Piscina        | 1º gennaio 1962    | 1º gennaio 1963            |                        |                         |
| Orphee                  | 14.000              | Piscina        | 1º maggio 1975     | 19 dicembre 1980           |                        |                         |
| ILL                     | 58.300              | Acqua pesante  | 1º gennaio 1967    | 1º luglio 1971             |                        |                         |
| Isis                    | 700                 | Piscina        | 1º gennaio 1964    | 28 aprile 1966             |                        |                         |
| Masurca                 | 5                   | Critico veloce | 1º febbraio 1964   | 14 dicembre 1966           |                        | Spento per manutenzione |
| Reattori in costruzione |                     |                |                    |                            |                        |                         |
| Centrale                | Potenza netta (kWt) | Tipologia      | Inizio costruzione | Prima criticità (prevista) | Costo (stimato)        | Note                    |
| Jules Horowitz          | 100.000             | Tank           | 19 marzo 2007      | 2021                       |                        |                         |
| Reattori dismessi       |                     |                |                    |                            |                        |                         |
| Centrale                | Potenza netta (kWt) | Tipologia      | Inizio costruzione | Prima criticità            | Dismissione            | Note                    |

### Reattori di ricerca a fusione

#### Reattore ITER

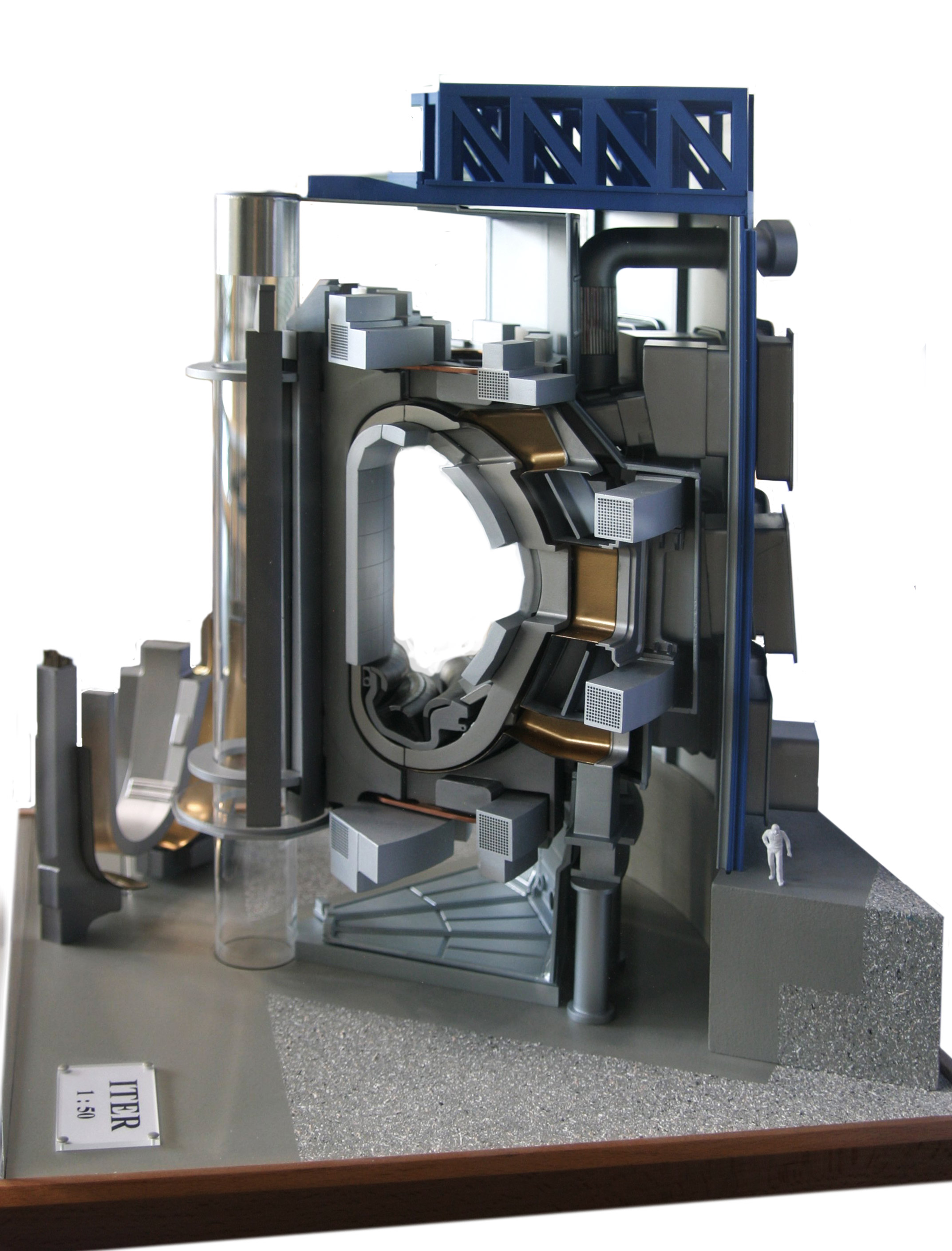
Modello dell'ITER. Notare le dimensioni del toroide paragonate a quelle del tecnico in tuta bianca in basso a destra

ITER è un progetto internazionale che si propone di realizzare un reattore a fusione nucleare in grado di produrre più energia di quanta ne consumi per l'innesco e il sostentamento della reazione di fusione. Nello specifico, ITER è un reattore deuterio-trizio in cui il confinamento del plasma è ottenuto in un campo magnetico all'interno di una macchina denominata Tokamak. ITER è un reattore sperimentale, il cui scopo principale è l'ottenimento di una reazione di fusione stabile 500 MW prodotti per una durata di circa 60 minuti) validando e, se possibile, incrementando le attuali conoscenze sulla fisica del plasma. Inoltre, con ITER verranno collaudate alcune soluzioni tecnologiche necessarie per la futura centrale elettrica a fusione (DEMO).
La scelta del sito di Cadarache (Francia) come luogo per la costruzione di ITER è stata annunciata ufficialmente il 28 giugno 2005. Nel 2006 sono iniziati i lavori preparatori per i vari cantieri e l'adeguamento del collegamento con la costa; la sede stradale è stata ampliata e modificata così da consentire il passaggio dei carichi eccezionali rappresentati da varie parti del reattore assemblate all'estero e spedite via mare. Nel corso del 2009 è stata ultimata la costruzione della vasta spianata (400 m x 1000 m) su cui sorgeranno l'impianto e i laboratori di ricerca. All'inizio di agosto del 2010 sono iniziati i primi lavori di scavo per la costruzione degli edifici che ospiteranno il tokamak, la zona di assemblaggio dei magneti e la direzione. Si prevede che gli edifici saranno completati nel 2012.
Secondo la tabella di marcia, il primo plasma dovrebbe essere generato entro la fine del 2019. Verrà costruito da un consorzio di Unione europea, Russia, Cina, Giappone, Stati Uniti d'America, India e Corea del Sud. Il costo previsto è di 10 miliardi di euro.

#### Reattore DEMO
DEMO (abbreviazione di DEMOnstrating fusion power reactor) è un prototipo di reattore nucleare a fusione studiato dal consorzio europeo Eurofusion come ideale successore del reattore sperimentale ITER. DEMO è concepito come l'ultimo reattore di ricerca sulla fusione nucleare prima della messa in opera dei reattori commerciali veri e propri nella seconda metà del XXI secolo. Gli studi su DEMO sono iniziati prima del 1995 e proseguiranno fino alla progettazione costruttiva del reattore, realisticamente prevista intorno al 2050. A differenza del progetto ITER, che ha lo scopo di dimostrare la possibilità di ottenere plasma in grado di sostenere la reazione di fusione nucleare per un tempo abbastanza lungo (1000 s), lo scopo principale del progetto DEMO è quello di dimostrare esplicitamente la possibilità di generare energia elettrica tramite reazioni di fusione nucleare. Le caratteristiche del plasma di DEMO devono quindi essere più spinte di quelle del plasma di ITER, cioè tali da mantenere la stabilità della reazione di fusione per un tempo indeterminato.

## Gestione dei rifiuti e depositi geologici
L'Agence nationale pour la gestion des déchets radioactifs (A. N.D.R.A.) è l'ente incaricato della gestione di tutti i rifiuti nucleari prodotti in Francia, da una legge in merito del 1991 e poi successivamente aggiornata nel 2006. L'ANDRA possiede due laboratori che studiano rispettivamente lo stoccaggio dei rifiuti a lunga vita nelle argille e nei graniti. Compito dell'ente è anche quello di ricerca, inerente alla trasmutazione ed il riprocessamento, oltre che la ricerca di soluzioni reversibili per lo smaltimento dei rifiuti.
La legislazione vigente ha dato compito all'agenzia di individuare entro il 2015 la concessione della licenza per la costruzione del deposito dei rifiuti ad alto livello, mentre al 2025 l'apertura dello stesso alle operazioni commerciali. Oltre a ciò si riafferma il principio base di ritrattamento del combustibile nucleare per diminuirne la radiotossicità e la quantità, si chiede poi la costruzione entro il 2020 di un prototipo di reattore di IV gen per valutare il procedimento di trasmutazione degli attinidi. La legge poi definisce i principi per la gestione dei rifiuti, che sono la riduzione dei volumi e della tossicità, stoccaggio provvisorio e poi smaltimento finale in collocazione geologica. Inerente al combustibile MOX è stata per il momento sospesa qualsiasi ricatalogazione a rifiuto, rimarranno quindi conservati a tempo indeterminato come fonte di plutonio ed attinidi minori per i reattori di IV gen, piuttosto che essere utilizzati per il riprocessamento o la trasmutazione.
Una quota dei costi dell'elettricità prodotta, pari a 0.14 c€/kWh, è predisposta per il trattamento dei rifiuti. Al 2004 sono stati accumulati circa €13.4 miliardi, 9.6 per il riprocessamento e 3.8 per i rifiuti di alto livello. Complessivamente, la Corte dei Conti ha valutato nel 2012 a €79.4 miliardi il costo complessivo dello smantellamento del programma nucleare, di cui 62 a carico di EdF. I costi per il decommissioning dei 58 reattori in funzione al 2012 sono valutati in €18.4 miliardi, mentre i costi per la gestione a lungo termine di tutti i rifiuti a €28.4 miliardi.

### Rifiuti a bassa e media attività
La gestione delle scorie radioattive si differenzia per rifiuti a bassa e media attività e rifiuti ad alta attività.
- Gestione dei rifiuti a bassa e media attività

Le scorie radioattive arrivano soprattutto delle centrali nucleari, dall'impianto di trasformazione situato a La Hague (COGEMA), dall'impianto di produzione del combustibile Framatome, dai Centri di Ricerca Nucleare CEA, dalla demolizione delle centrali nucleari decommissionate e dalla produzione di isotopi radioattivi per scopo biomedico e industriale.
Per l'eliminazione dei rifiuti a bassa e media radioattività, ANDRA ha realizzato due impianti di smaltimento all'aria aperta:
- - Il primo, chiamato Centre de la Manche, vicino all'impianto di ritrattamento di La Hague, nel 1994 è stato riempito al massimo dei suoi 526.000 m³ di capacità. Perciò è stato coperto da una cupola di protezione ed è soggetto a controlli per i prossimi 300 anni.
  - Il secondo, chiamato Centre de l'Aube, vicino a Parigi, è operativo dal 1992, ed ha una capienza di 1.000.000 m³.
- Gestione dei rifiuti ad alta attività

Nel giugno 2008 l'ANDRA ha invitato ufficialmente 3.115 comunità con geologia favorevole (di cui 40 hanno risposto favorevolmente) a considerare la possibilità di ospitare un impianto per lo smaltimento dei rifiuti di basso livello e lunga durata, cioè i 70.000 m³ (18.000 t) di grafite dei reattori a gas e di 47.000 m³ di altri materiali ed altri rifiuti industriali e metallurgici radiologici che devono trovare una propria collocazione specifica. Gli studi preliminari avevano individuato in Auxon ed in Pars-lès-Chavanges nell'Aube le località migliori. Dopo una intensa attività di opposizione da parte di associazioni anti-nucleari, il progetto è stato accantonato temporaneamente.

### Rifiuti ad alta attività

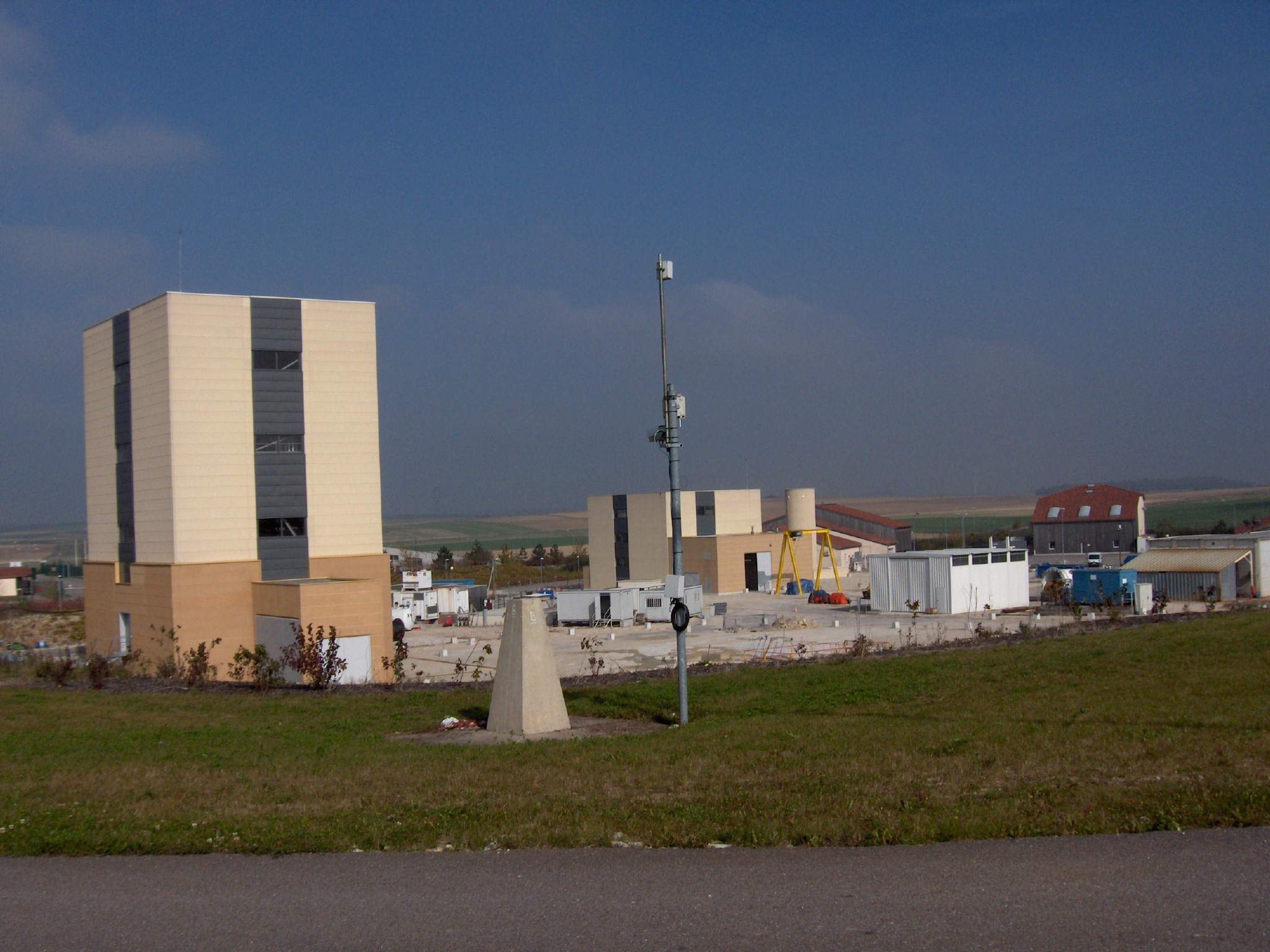
Vista dall'esterno del Laboratorio per le ricerche sotterranee di Meuse/Haute-Marne

La legge inerente ai rifiuti nucleari del 1991 ed aggiornata nel 2006 ha previsto che i rifiuti ad alto livello siano posizionati in depositi geologici. Dopo lunghe valutazioni preliminari, è stato identificato nelle formazioni argillose di Bure il miglior sito geologico. In precedenza, un team internazionale aveva segnalato molto positivamente il piano per un complesso di depositi in strati geologici profondi in argilla nella medesima località. Nel 1999 l'ANDRA è stata autorizzata a costruire un laboratorio sotterraneo di ricerca a Bure, il Laboratorio per le ricerche sotterranee di Meuse/Haute-Marne, per prepararsi per lo smaltimento di vetrificati alto livello rifiuti (HLW) e longevo di livello intermedio dei rifiuti.
Il costo preventivato del deposito per i rifiuti ad alta attività è di 15 miliardi €, suddivisi in 40% per la costruzione, 40% per il funzionamento per 100 anni, 20% per tasse ed assicurazioni; successive rivalutazioni causate dal cambiamento del progetto, hanno visto raddoppiare il costo totale del deposito, i fondi per queste operazioni sono mantenuti dai produttori elettrici, e non collocati in un fondo esterno ad essi.

## Incidenti, scandali e responsabilità civile
Nel 2009 un'inchiesta della rete televisiva di stato France3 avrebbe mostrato che fra il 1945 ed il 2001 le 210 miniere d'uranio sul suo territorio (ormai esaurite) hanno prodotto 300 milioni di tonnellate di smarino che sarebbe stato abbandonato nelle campagne senza misure di protezione e senza sorveglianze particolari. L'inchiesta avrebbe evidenziato come una parte di tale materiale sarebbe stata riutilizzata come materiale inerte per costruire strade, parcheggi, abitazioni, scuole e giardini. Secondo l'Agenzia di Protezione Ambientale degli Stati Uniti (EPA, Environmental Protection Agency), l'eventuale radioattività dello smarino (cosiddetto overburden) è di norma (casi "low" ed "average") non misurabile, o nel caso peggiore (caso "high"), è trascurabile. Lo smarino non va confuso con le scorie residuali (cosiddetti tailings) scartate nel processo di separazione dell'uranio dal suo minerale.
| Data              | Luogo                 | Descrizione | Costo (in milioni di dollari americani 2006) |
| ----------------- | --------------------- | --- | -------------------------------------------- |
| 17 ottobre 1969   | Saint-Laurent, France | 50 kg d'uranio in uno dei reattori della centrale nucleare di Saint-Laurent ha cominciato a fondere, evento classificato al «livello 4» sulla Scala INES. È il più grave incidente nucleare civile in Francia.                                                   | ?                                            |
| 25 luglio 1979    | Saclay, France        | Sversamento di liquidi radioattivi negli scarichi ordinari, che si depositano alla base del reattore di Saclay BL3 | 5                                            |
| 13 marzo 1980     | Loir-et-Cher, France  | Un sistema di raffreddamento difettoso fa fondere gli elementi del combustibile nel reattore A2 di Saint-Laurent, distruggendo il nucleo e causando un arresto prolungato                                                                                        | 22                                           |
| 14 aprile 1984    | Bugey, France         | Cavi elettrici difettosi al centro di controllo della centrale nucleare del Bugey causano l'arresto completo del reattore | 2                                            |
| 22 maggio 1986    | Normandia, France     | Il malfunzionamento impianto di riprocessamento di La Hague espone i lavoratori alle radiazioni e cinque persone vengono ricoverate | 5                                            |
| 12 aprile 1987    | Tricastin, France     | Fuga di liquido di raffreddamento con sodio e esacloruro di uranio, nel reattore FBR del Tricastin , colpendo sette operai e contaminando le riserve d'acqua | 50                                           |
| 27 dicembre 1999  | Blayais, France       | Un forte tempesta causa l'Inondazione della centrale nucleare del Blayais del 1999, causando un arresto d'urgenza a causa dell'allagamento delle pompe d'iniezione e dei sistemi di confinamento                                                                 | 55                                           |
| 21 gennaio 2002   | Manche, France        | I sistemi di controllo e le valvole di sicurezza falliscono dopo l'installazione impropria del condensatore, forzando un arresto di due mesi | 102                                          |
| 16 maggio 2005    | Lorraine, France      | Dei cavi elettrici non standard nella centrale nucleare di Cattenom causano un incendio nel tunnel elettrico, innescando i sistemi di sicurezza | 12                                           |
| 13 luglio 2008    | Tricastin, France     | 75 kg d'uranio naturale, in soluzione d'acqua di alcune migliaia di litri , sono accidentalmente sversati al suolo e finiti in un ruscello vicino | 7                                            |
| 12 agosto 2009    | Gravelines, France    | Il sistema di montaggio non è in grado di espellere correttamente le aste di combustibile usate presso la centrale nucleare di Gravelines, che blocca le barre di combustibile, il reattore viene arrestato                                                      | 2                                            |
| 12 settembre 2011 | Marcoule, France      | Una persona è stata uccisa e altre quattro ferite, una seriamente, in un'esplosione nel sito nucleare di Marcoule. L'esplosione è avvenuta in un forno che scioglie il contenuto radioattivo "a basso o molto basso", non è classificato come incidente nucleare | ?                                            |

## Produzione di uranio
La Francia è un piccolo produttore di uranio, ultimamente con poche tonnellate prodotte ogni anno, soprattutto dalla chiusura delle vecchie miniere; la sua produzione storica al 2006 è di 75.975 tonnellate. Possiede risorse uranifere, pari a 11.700 tonnellate a <130 $/kg nel "Red Book" del 2007.

## Centrali elettronucleari
Tutti i dati della tabella sono aggiornati a gennaio 2025.
| Reattori operativi |
| Totale: 57 reattori per 63000 MW complessivi. |
| Reattori in costruzione |
| Totale: 0 reattori per 0 MW complessivi. |
| Reattori pianificati |
| Totale: 6 reattori per 9900 MW complessivi. |
| Reattori in fase di proposta |
| Totale: 2 reattori per 3300 MW complessivi. |
| Reattori dismessi |
| Totale: 14 reattori per 5549 MW complessivi. |
| NOTE: - La normativa in vigore prevede la possibilità di sostituzione e/o di aumento del parco reattori al termine del ciclo di vita degli impianti ancora in funzione. |